# Brais Méndez
Brais Méndez Portela (Mos, 7 januari 1997) is een Spaans voetballer die doorgaans speelt als middenvelder. In juli 2022 verruilde hij Celta de Vigo voor Real Sociedad. Méndez debuteerde in 2018 in het Spaans voetbalelftal.

## Clubcarrière
Méndez speelde in de jeugd bij Sárdoma en Santa Mariña, alvorens hij in 2010 in de opleiding van Villarreal terechtkwam. Twee jaar later stapte de middenvelder over naar Celta de Vigo. Hier kreeg hij aan het begin van het seizoen 2017/18 een contract tot medio 2021. Zijn debuut in het eerste elftal maakte hij op 21 september 2017, toen in de Primera División met 1–1 werd gelijkgespeeld tegen Getafe. Maximiliano Gómez opende de score namens Celta de Vigo en Ángel tekende voor de gelijkmaker. Méndez mocht van coach Juan Carlos Unzué in de basis beginnen en hij werd na zestig minuten gewisseld ten faveure van Emre Mor. Op 31 maart 2018 tekende hij voor zijn eerste doelpunt. Op bezoek bij Athletic Club kwam Celta op achterstand door een doelpunt van Unai Núñez. Méndez mocht na drieënzeventig minuten invallen voor Nemanja Radoja en op aangeven van Hugo Mallo maakte hij in de blessuretijd van de wedstrijd gelijk. In de zomer van 2022 maakte Méndez voor een bedrag van circa vijftien miljoen euro de overstap naar Real Sociedad, waar hij zijn handtekening zette onder een verbintenis voor de duur van zes seizoenen.

## Clubstatistieken
| Seizoen | Club          | Competitie       | Competitie | Competitie | Beker | Beker | Internationaal | Internationaal | Totaal | Totaal |
| Seizoen | Club          | Competitie       | Wed.       | Dlp.       | Wed.  | Dlp.  | Wed.           | Dlp.           | Wed.   | Dlp.   |
| ------- | ------------- | ---------------- | ---------- | ---------- | ----- | ----- | -------------- | -------------- | ------ | ------ |
| 2017/18 | Celta de Vigo | Primera División | 20         | 1          | 4     | 0     | —              | —              | 24     | 1      |
| 2018/19 | Celta de Vigo | Primera División | 31         | 6          | 1     | 0     | —              | —              | 32     | 6      |
| 2019/20 | Celta de Vigo | Primera División | 31         | 0          | 3     | 1     | —              | —              | 34     | 1      |
| 2020/21 | Celta de Vigo | Primera División | 34         | 9          | 2     | 0     | —              | —              | 36     | 9      |
| 2021/22 | Celta de Vigo | Primera División | 37         | 4          | 3     | 1     | —              | —              | 40     | 5      |
| 2022/23 | Real Sociedad | Primera División | 34         | 8          | 5     | 1     | 8              | 2              | 47     | 11     |
| 2023/24 | Real Sociedad | Primera División | 32         | 5          | 5     | 0     | 7              | 3              | 44     | 8      |
| 2024/25 | Real Sociedad | Primera División | 21         | 3          | 5     | 3     | 12             | 2              | 38     | 8      |
| Totaal  | Totaal        | Totaal           | 240        | 36         | 28    | 6     | 27             | 7              | 295    | 49     |

Bijgewerkt op 17 april 2025.

## Interlandcarrière
Méndez maakte zijn debuut in het Spaans voetbalelftal op 18 november 2018, in een vriendschappelijke wedstrijd tegen Bosnië en Herzegovina. De vleugelspeler moest van bondscoach Luis Enrique op de reservebank beginnen en hij mocht veertien minuten na rust invallen voor Suso. Negentien minuten later maakte hij het enige doelpunt van de wedstrijd, waardoor Spanje met 1–0 won. De andere Spaanse debutanten dit duel waren Pau López (Real Betis) en Mario Hermoso (Espanyol).
In oktober 2022 werd Méndez door Enrique opgenomen in de voorselectie van Spanje voor het WK 2022. Hij was een van de afvallers toen een maand later de definitieve selectie werd bekendgemaakt.
| Interlands van Brais Méndez voor Spanje | Interlands van Brais Méndez voor Spanje | Interlands van Brais Méndez voor Spanje | Interlands van Brais Méndez voor Spanje | Interlands van Brais Méndez voor Spanje | Interlands van Brais Méndez voor Spanje | Interlands van Brais Méndez voor Spanje |
| №                                       | Datum                                   | Wedstrijd                               | Uitslag                                 | Competitie                              | Goals                                   |                                         |
| Als speler bij Celta de Vigo            | Als speler bij Celta de Vigo            | Als speler bij Celta de Vigo            | Als speler bij Celta de Vigo            | Als speler bij Celta de Vigo            | Als speler bij Celta de Vigo            | Als speler bij Celta de Vigo            |
| --------------------------------------- | --------------------------------------- | --------------------------------------- | --------------------------------------- | --------------------------------------- | --------------------------------------- | --------------------------------------- |
| 1                                       | 18 november 2018                        | Spanje – Bosnië en Herzegovina          | 1 – 0                                   | Vriendschappelijk                       | 78'                                     |                                         |
| 2                                       | 2 september 2021                        | Zweden – Spanje                         | 2 – 1                                   | WK 2022 kwalificatie                    |                                         |                                         |
| 3                                       | 5 september 2021                        | Spanje – Georgië                        | 4 – 0                                   | WK 2022 kwalificatie                    |                                         |                                         |
| 4                                       | 14 november 2021                        | Spanje – Zweden                         | 1 – 0                                   | WK 2022 kwalificatie                    |                                         |                                         |

Bijgewerkt op 17 april 2025.